# Czerwonka (dopływ Liwca)
Czerwonka (Grochowska Struga) – struga dorzecza Bugu, prawy dopływ Liwca o długości 21,3 km. W dolnym biegu płynie wzdłuż drogi krajowej nr 62 i mija miejscowość Grochów. Na wschodnim skraju Węgrowa rozwidla się i wpada do Liwca. Północna odnoga znana jest pod nazwą Ada.